# Bartosz Konopka
Bartosz Konopka (* 8. September 1972 in Myślenice) ist ein polnischer Filmregisseur. 

## Leben
Bartosz Konopka wurde 1972 in Myslénice geboren. Er studierte Filmwissenschaft an der Jagiellonen-Universität sowie der Schlesischen Universität in Katowice. Daneben studierte er Journalismus an der Universität Warschau. Er belegte außerdem einen Dokumentarfilmkurs bei Andrzej Wajda.
2003 gewann er zusammen mit Piotr Rosolowski für ein Dokumentarfilmdrehbuch einen ausgeschriebenen Wettbewerb und realisierte mit dem Preisgeld seinen Debütfilm Der Weg der Ziege (2004). Es folgte 2007 die Fernsehserie Królowie sródmiescia. 2009 folgte der Dokumentarfilm Mauerhase, der bei der  Oscarverleihung 2010 als Bester Dokumentar-Kurzfilm nominiert war.
2011 drehte er sein Spielfilmdebüt Lek wysokosci. 2013 erschien der Dokumentarfilm Sztuka znikania über einen haitianischen Voodoopriester, der Polen 1980 besuchte. Nach der Fernsehserie Bez tajemnic folgte der Musikfilm Nowa Warszawa über Stanisława Celińska.
2016 erschien Drodze do mistrzostwa gefolgt vom Spielfilm Sword of God – Der letzte Kreuzzug (2018). 2020 erschien über Netflix die Miniserie Das Grab im Wald, bei der er mit Leszek Dawid Regie führte.

## Filmografie

### Fernsehserien
- 2007: Królowie sródmiescia
- 2015: Az po sufit!
- 2019: Pod powierzchnia
- 2019: Maly Grand Hotel
- 2020: Das Grab im Wald (W głębi lasu)
- 2020–2021: Nieobecni
- 2021: Skazana

### Langfilme
- 2011: Lek wysokosci
- 2013: Sztuka znikania (Dokumentarfilm)
- 2014: Nowa Warszawa (Dokumentarfilm)
- 2016: Droga do mistrzostwa (Dokumentarfilm)
- 2018: Sword of God – Der letzte Kreuzzug (Krew Boga)

### Kurzfilme
- 2004: Der Weg der Ziege (Ballada o kozie) (Dokumentarfilm)
- 2006: Trójka do wziecia
- 2009: Mauerhase (Królik po berlińsku) (Dokumentarfilm)
- 2014: Z lózka powstales